# Lyons (New York)
Lyons falu az USA New York államában. Lakosainak száma 5679 fő (2020. április 1.).

## Népesség
A település népességének változása:

| 2010 | 5 682 |
| 2020 | 5 679 |